# 鸟苷三磷酸
鸟苷三磷酸（guanosine triphosphate，GTP）全称鳥苷-5'-三磷酸（guanosine-5'-triphosphate），又称三磷酸鳥苷，简称鸟三磷，是由鸟苷和三个磷酸基团连接而成的化合物，属于嘌呤類核苷三磷酸。鸟苷5′-三磷酸是RNA合成的原料之一，也是某些生化反应的能量来源。
鸟苷三磷酸可以在DNA複製期間的DNA轉錄過程中作爲RNA生物合成的底物。它的結構與含氮鹼基鳥嘌呤相似，唯一的不同是GTP連有一個核糖基團以及三個磷酸基團，其中，鳥嘌呤與核糖基團的1位碳相連，磷酸基團與核糖基團的5位碳相連。
另外，GTP還能在生物體代謝過程中作能量源或底物活化劑，這一點和ATP（三磷酸腺苷）相似，不過，它的專一性較強。GTP在蛋白質生物合成以及糖質新生過程中作能量源。
GTP在信號轉導過程中起不可或缺的作用，特別是和G蛋白作用時以及在第二信使機制中，在GTP酶的催化作用下，GTP會轉化爲GDP（二磷酸鳥苷）。

## 用途

### 能量轉化
GTP參與細胞中的能量轉化過程。比如，在三羧酸循環中，一種酶能產出GTP分子。這也相當於產生了一分子的ATP，因爲GTP能被核苷二磷酸激酶（NDK）轉化爲ATP分子。

### 基因轉譯
在轉譯過程中，GTP作爲氨酰tRNA與核糖體A位點結合、核糖體在mRNA上自5'端向3'端轉位等過程的能量源。

### 微管動力學不穩定性
在微管聚合過程中，每一個異質二聚體都由攜帶兩分子GTP的一個α和一個β微管蛋白分子生成。這些分子攜帶的GTP會在二聚體加到延伸中的微管正端時水解。上述GTP水解對微管生成並不是必须的，但似乎只有與GDP結合的微管蛋白可以解聚。因此，不難推測，一個GTP結合微管蛋白在微管尖端作爲一個「帽」來防止解聚。一旦這個GTP分子水解，微管就會開始解聚，並迅速縮短。

### 線粒體功能
蛋白質轉位進入線粒體基質的過程需要與GTP和ATP的相互作用。這些蛋白質的進入對線粒體內幾個調節通路來說至關重要。

## 生物合成
在細胞中，GTP能通過多種途徑合成：
- 作爲由琥珀酰輔酶A合成酶（英语：Succinyl-CoA synthetase）催化的琥珀酰輔酶A轉化爲琥珀酸過程（該過程是三羧酸循環的一部分）的副產物[3]。
- 通過ATP分子的磷酸基團轉換作用合成。該過程由核苷二磷酸激酶（英语：Nucleoside-diphosphate kinase）催化，該酶起到平衡不同的核苷三磷酸濃度的作用[3]。

## cGTP
在嗅覺系統中，cGTP（環鳥苷三磷酸）起到幫助cAMP（環腺苷酸）活化環核苷酸門控離子通道的作用。

### 核糖核苷酸
| 單磷酸腺苷 AMP | 二磷酸腺苷 ADP | 三磷酸腺苷 ATP |
| 單磷酸鳥苷 GMP | 二磷酸鳥苷 GDP | 三磷酸鳥苷 GTP |
| 單磷酸胸苷 TMP | 二磷酸胸苷 TDP | 三磷酸胸苷 TTP |
| 单磷酸尿苷 UMP | 二磷酸尿苷 UDP | 三磷酸尿苷 UTP |
| 單磷酸胞苷 CMP | 二磷酸胞苷 CDP | 三磷酸胞苷 CTP |

### 脫氧核糖核苷酸
| 單磷酸脫氧腺苷 dAMP | 二磷酸脫氧腺苷 dADP | 三磷酸脫氧腺苷 dATP |
| 單磷酸脫氧鳥苷 dGMP | 二磷酸脫氧鳥苷 dGDP | 三磷酸脫氧鳥苷 dGTP |
| 單磷酸脱氧胸苷 dTMP | 二磷酸脱氧胸苷 dTDP | 三磷酸脱氧胸苷 dTTP |
| 單磷酸脫氧尿苷 dUMP | 二磷酸脫氧尿苷 dUDP | 三磷酸脫氧尿苷 dUTP |
| 單磷酸脫氧胞苷 dCMP | 二磷酸脫氧胞苷 dCDP | 三磷酸脫氧胞苷 dCTP |

## 外部連結
- GTP bound to proteins[] in the PDB